# فرانکیه ساکای
فرانکیه ساکای (به ژاپنی: フランキー堺 Furankī Sakai);(۱۳ فوریهٔ ۱۹۲۹ – ۱۰ ژوئن ۱۹۹۶) یک کمدین، و هنرپیشه اهل ژاپن بود.
از فیلم‌ها یا برنامه‌های تلویزیونی که وی در آن نقش داشته‌است می‌توان به ادو پورن، شوگون، انتقام از آن من است، شاراکو، خورشید باکوماتسو اشاره کرد.